# Graça (São Tomé e Príncipe)
Graça é uma aldeia da Ilha de São Tomé de São Tomé e Príncipe.